# Recabita

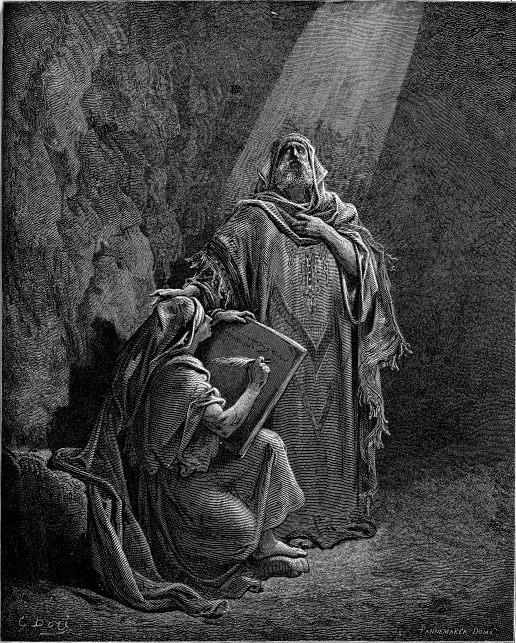
El profeta Jeremías alaba el modo de vida de los recabitas. En su libro se recoge la mayor parte de la información que se conoce sobre este clan israelita.

Los recabitas o rekabitas eran un clan nómada fundado en tiempos del rey Jehú por Jonadab, hijo de Recab (o Rekab), cuya historia se cuenta en el libro de Jeremías. Según la narración bíblica los miembros de este clan se enfrentaron a los adoradores de Baal en la época del profeta Eliseo. Se caracterizaban por oponerse al sedentarismo de los agricultores, porque lo asociaban con la corrupción de la vida religiosa.

## Historia
Los orígenes de los recabitas se hallan en la familia de Rekab, personaje bíblico que se supone luchó contra el sincretismo religioso patrocinado en Israel por la dinastía omrita, pero fue uno de los hijos de Rekab, Jonadab, quien dio al clan una fisionomía de tipo ascético al estilo de los «hijos de los profetas»
La característica propia de los recabitas era su protesta contra el sedentarismo de Israel en la tierra de Canaan. Como reacción tomaron un estilo de vida nómada, regresando a los ideales originales del pueblo de Israel, la vida del desierto. Este ideal lo expresaban a través de la fidelidad radical a la Alianza de Yahveh.
Los recabitas buscaban ser testimonio errante en medio de un pueblo que se había sedentarizado. El libro de Jeremías describe su modo de vida así:

No bebemos vino, porque nuestro padre Jonadab, hijo de Recab, nos dio este mandato: "No bebereis vino ni vosotros ni vuestros hijos nunca jamás, ni edificareis casa, ni sembrareis semilla, ni plantareis viñedo, ni poseeréis nada, sino que en tiendas pasareis toda vuestra existencia, para que viváis muchos días sobre la faz del suelo, donde sois forasteros.
Jeremías 35, 6-9.

El rechazo al consumo de vino se fundamenta especialmente en el hecho de que su fabricación exige una vida sedentaria.
Recab era un ceneo que siguió a los israelitas en su camino a Canaán. Su hijo Jonadab se unió al rey Jehú en su lucha contra los samaritanos, adoradores del dios Baal.
Los recabitas vivían en tiendas rechazando el trato con otros pueblos. Al no tener bienes de ningún tipo, se les consideraba como los fieles seguidores de los profetas. El rechazo al sedentarismo llegó al extremo de negarse a vivir en casas cuando se vieron obligados a refugiarse en Jerusalén durante el ataque de Nabucodonosor II. Desapareció toda mención a ellos tras el cautiverio de Babilonia, incluso, el historiador judío Flavio Josefo que habla de Jonadab, no hace mención del clan.

## Literatura cristiana
En la literatura cristiana patrística, algunos de los llamados padres de la Iglesia, como Jerónimo de Estridón y Gregorio de Nacianzo, vieron en los recabitas un precedente de los monjes cristianos. Gregorio propone al antiguo clan como modelo de ascetismo, en su obra Carmina ad virgines. El nacianceno recuerda la promesa hecha por Yahveh al profeta Jeremías, de que siempre habrá descendientes recabitas en el pueblo de Israel.
Existe un libro apócrifo del Antiguo Testamento, escrito alrededor del siglo VI d. C., quizá sobre la base de un texto judeocristiano del siglo I, intitulado «Historia de los recabitas». En el texto se narra la historia de Zózimo el Ermitaño, que pide a Dios ver la tierra de los recabitas, y un Ángel le porta a una especie de paraíso donde estos viven siempre en presencia de los ángeles.